# Espermatocele
Un espermatocele és un quist de retenció desenvolupat al cap de l'epidídim, distès per un fluid aquós espesseït que conté espermatozoides. Els espermatoceles petits són relativament comuns, i s'estima que es produeixen en un 30% dels homes. Varien de mida des de diversos mil·límetres fins a molts centímetres. Normalment, els espermatoceles no són dolorosos. Tanmateix, alguns homes poden experimentar malestar per part dels espermatoceles més grans. No són cancerígens ni causen un major risc de càncer testicular. A més, a diferència dels varicoceles, no redueixen la fertilitat.

## Diagnòstic
Els espermatoceles es poden descobrir com a masses escrotals incidentals que es troben en l'examen físic per part d'un metge o per autoinspecció de l'escrot i els testicles.
Trobar una massa quística indolora al cap de l'epididim clarament separada del testicle pot indicar un espermatocele. Posar una llum darrera el tumor mitjançant un procés conegut com a transil·luminació també pot ajudar a diferenciar entre un quist ple de líquid i un tumor, cosa (aquesta última) que no permetria passar la llum. Si existeix incertesa, l'ecografia de l'escrot pot confirmar la presència d’un espermatocele.

## Tractament
Els quists petits, així com els quists més grans asimptomàtics, són millor deixar-los i observar-los acuradament. No obstant això, es pot considerar el tractament si els quists causen molèsties/dolor, augmenten de mida o per petició del pacient. Hi ha algunes opcions de tractament diferents, que varien en nivells d'invasivitat.
Es poden prendre certs medicaments per via oral per disminuir els símptomes relacionats amb l'espermatocele, com ara dolor i/o inflor. L'aspiració i l'escleroteràpia són tractaments que eliminen el fluid de l'espermatocele i segellen el sac de l'espermatocele tancat per l’acumulació de líquids, respectivament. A causa d'un major risc de danys de l'epidídim, problemes de fertilitat i recurrències posteriors, no es recomana ni s'utilitza habitualment aquests procediments.
L'última opció és eliminar quirúrgicament l'espermatocele completament (amb una espermatocelectomia). Aquest procediment estàndard es pot realitzar en un entorn ambulatori amb anestèsia local o general. Depenent de l'espermatocele, també es poden eliminar parts de l'epidídim. Després de l'extirpació quirúrgica, és possible que el dolor persisteixi. També hi ha un risc de recurrència i problemes de fertilitat.